# Khemisti (Tipaza)
Khemisti (în arabă خميستي) este o comună din provincia Tipaza, Algeria.
Populația comunei este de 15.128 de locuitori (2008).